# Cerro do Botucaraí

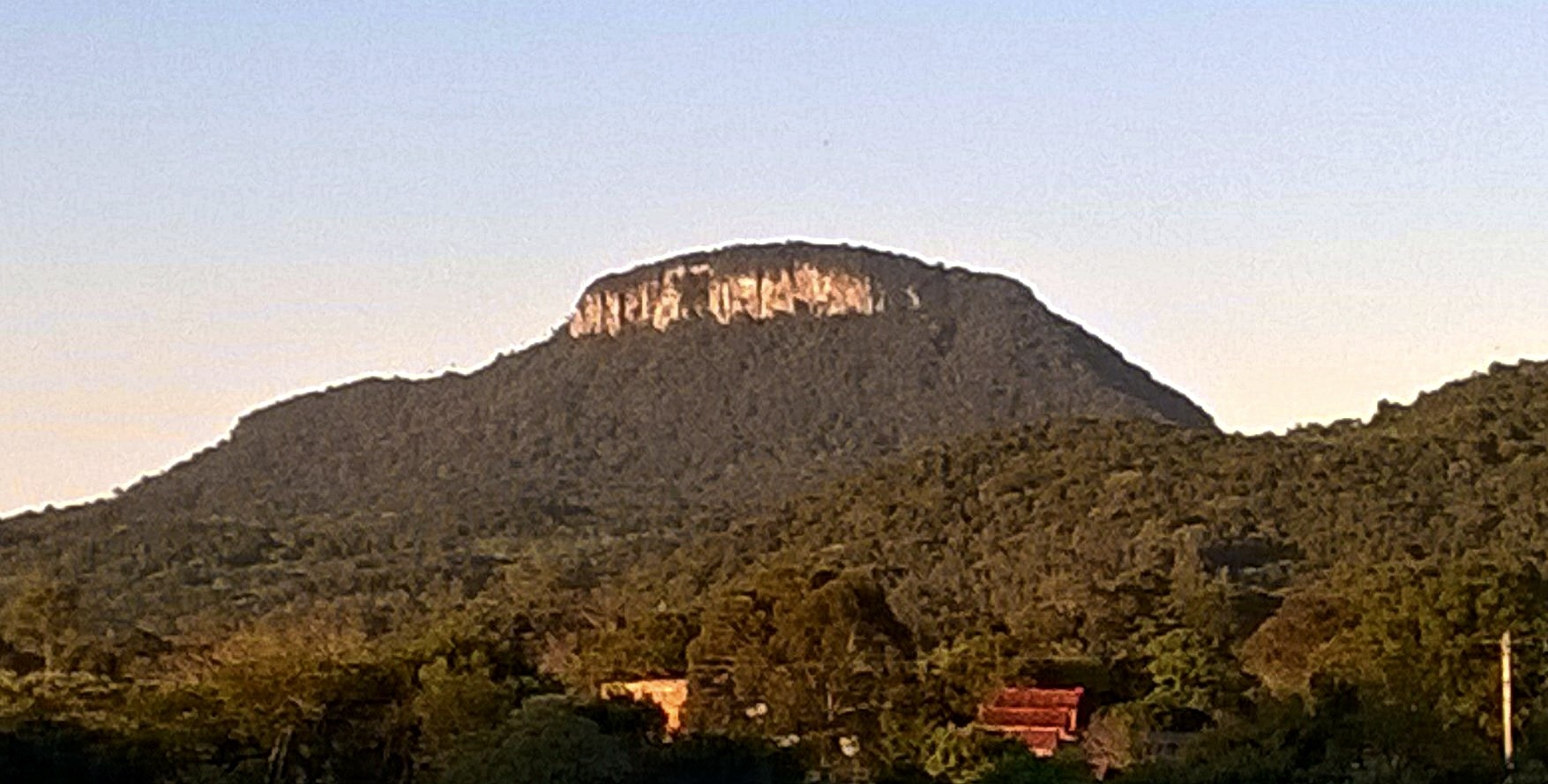
Cerro Botucaraí visto de Candelária

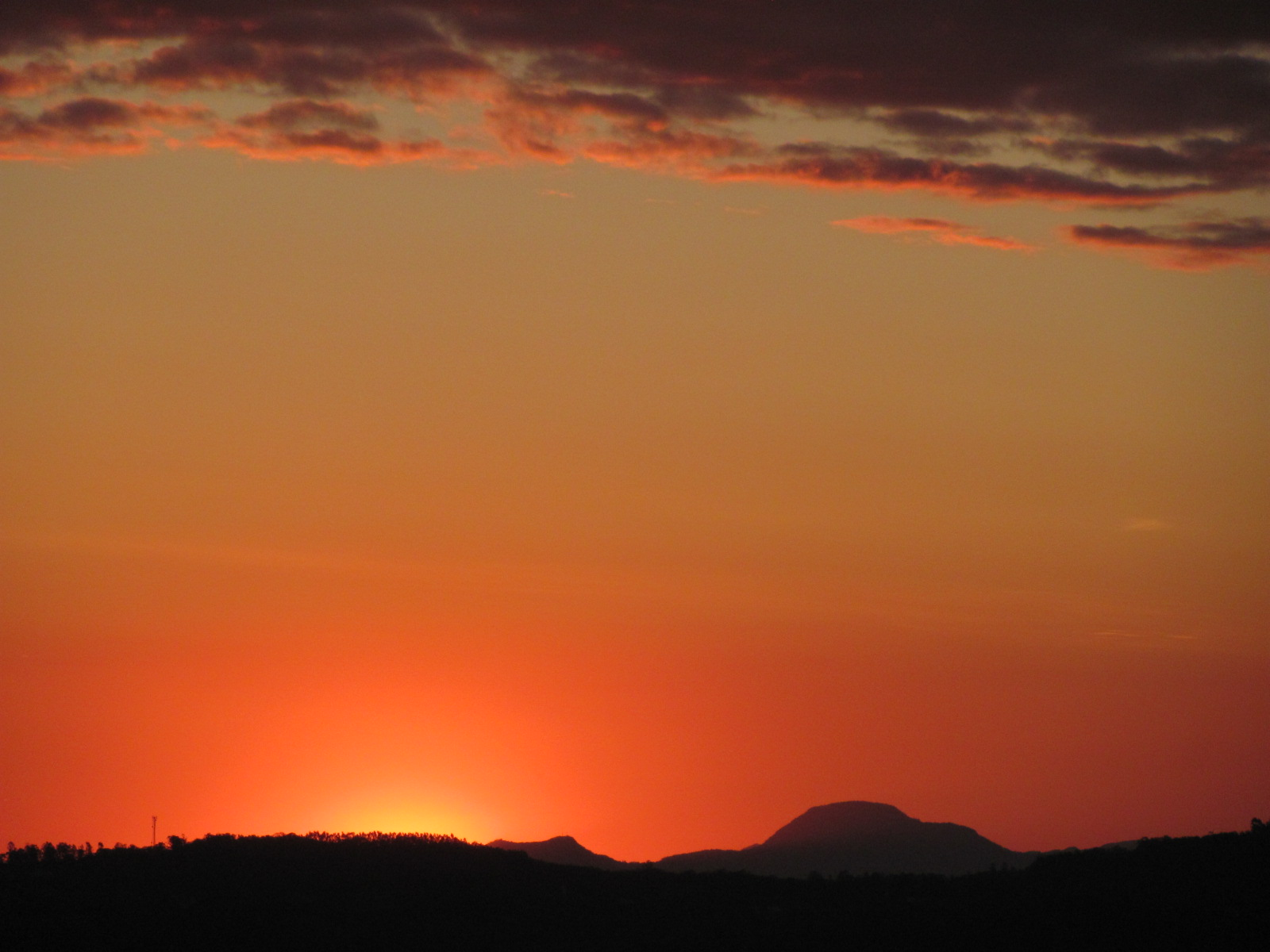
Botucaraí visto de Santa Cruz do Sul, Rio grande so Sul

O Cerro do Botucaraí localiza-se no município de Candelária, estado do Rio Grande do Sul. Com 569,63m de altura em relação ao nível do mar, é um dos mais altos morros isolados do estado. Originalmente chamado pelos tupi-guarani de ybyty-caray (Monte Santo), é também conhecido como o Santo Cerro. Lá viveu um eremita italiano, João Maria de Agostini, conhecido pelas habilidades de curandeiro. Para lá acorrem peregrinos em épocas de sexta-feira santa, páscoa e Natal.
O Cerro Botucaraí é formado por dois tipos de rocha basalto e granito. Esse fenomeno aconteceu graças a erosão. No morro Botucaraí da para ver o basalto e o granito num morro só.